# سید هاشم موسوی خوانساری
سید هاشم موسوی غضنفری خوانساری فقیه شیعه و از مجتهدین خوانسار بود. میرزا سید محمدتقی غضنفری خوانساری (مؤسس نماز جمعه و امام جمعه خوانسار) فرزند وی است. وی از نوادگان عبدالله بن الامام موسی کاظم است.

## زندگی‌نامه
میرزا سید هاشم موسوی خوانساری در حدود سال ۱۲۵۷ (قمری) برابر با سال ۱۲۲۰ شمسی در شهر خوانسار و در خاندان خوانساری متولد شد. پدرش میرزا سید محمد از سادات موسوی و از علماء عصر خود بود. سید محمد دارای شش فرزند پسر بود از جمله سید اسماعیل، سید باقر مشهور به سید بابا، سید هاشم، سید موسی و...، همچنین سید میر محمد از نزدیکان سید محمدباقر شفتی (مشهور به حجةالاسلام شفتی) بود و با وی مراوده فراوانی داشت.  

### اجداد
اجداد سید هاشم خوانساری عمدتا، از فقها، علما و زهاد شیعه بوده اند، از جمله سید کریم الدین بن سید رکن الدین مَلِک موسوی، که از علمای مطرح زمان خود بوده و در خوانسار سکونت داشته است، بنابر نقل روضاتی، وی از شاگردان شهید اول «شیخ شمس الدین محمد بن جمال الدین مکی» (صاحب کتاب اللُّمعةُ  الدَمشقیّة)، بوده  و از جانب وی صاحب اجازه روایی بوده است.

### سیادت
سیادت میرزا سید هاشم موسوی غضنفری با بیست و نه واسطه به عبدالله العوکلانی فرزند موسی کاظم می‌رسد.

## تحصیلات
سید هاشم موسوی خوانساری تحصیلات مقدماتی را در شهر خوانسار شروع نمود، سپس جهت تکمیل آن رهسپار حوزه علمیه بروجرد شد. در حوزه بروجرد، دروس فقهی و اصولی خود را نزد اساتید و مراجع وقت مانند سید محمود طباطبایی بروجردی صاحب کتاب مواهب السنیه (عموی سید حسین بروجردی) به پایان رسانید. سپس به اصفهان سفر کرد و در حوزه علمیه این شهر، از درس برخی از اساتید مطرح مانند سید محمد هاشم چهارسوقی خوانساری استفاده نمود و به مدارج عالی علمی و فقهی رسید. وی در دوران تحصیل با سید محمد موسوی (نوه سید میرحسین موسوی خوانساری) هم درس و هم مباحثه بود.
سید هاشم از برخی مراجع وقت مانند سید محمود موسوی خوانساری (فرزند آقا میر عظیم) موفق به دریافت اجازه اجتهاد شد. این اجازه نامه در چهار صفحه در کتاب ضیاء الابصار به چاپ رسیده است.

## تاثیر پذیرفتگان
- سید محمدتقی غضنفری
- سید محمدتقی خوانساری
- محمدعلی اراکی

## فرزندان
میرزا سید محمدتقی غضنفری خوانساری (مؤسس نماز جمعه و امام جمعه خوانسار) تنها فرزند پسری و همچنین سیده سکینه و سیده رقیه موسوی خوانساری از فرزندان وی بوده‌اند.

## درگذشت
سید هاشم موسوی غضنفری خوانساری در سال ۱۳۴۹ قمری برابر با سال ۱۳۰۹ شمسی، در شهر خوانسار درگذشت.